# High Quote
| Recensione     | Giudizio |
| -------------- | -------- |
| All About Jazz |          |
| JazzWax        | /        |
| Aoide Magazine | /        |
| Sk.jazz        |          |
| Kathodic       |          |
| Jazz Hot       | /        |

High Quote è il ventiduesimo album in studio registrato negli Stati Uniti da Roberto Magris per la casa discografica JMood di Kansas City ed è stato pubblicato nel 2023. È un disco di genere Mainstream jazz e Be Bop, registrato con una formazione di small big band assieme ai JM Horns di Kansas City.

## Tracce
1. High Quote – 8:20 (Roberto Magris)
2. Together In Love – 5:34 (Roberto Magris)
3. Black Coffee – 7:47 (Paul Francis Webster/Sonny Burke)
4. Hong Kong Nightline/The Island Of Nowhere – 12:53 (Roberto Magris)
5. Steps In The Dark – 8:24 (Roberto Magris)
6. The Endless Groove – 5:39 (Roberto Magris)
7. Naked Tina Serenade – 7:31 (Roberto Magris)
8. The Changing Scene – 4:33 (Hank Mobley)

## Musicisti
- Josh Williams – tromba
- Jim Mair – sassofono contralto
- Matt Otto – sassofono tenore e sassofono soprano
- Aryana Nemati – sassofono baritono
- Jason Goudeau – trombone
- Roberto Magris – pianoforte
- Elisa Pruett – contrabbasso
- Brian Steever – batteria
- Pablo Sanhueza - congas e percussioni
- Monique Danielle - voce (brani  2 e 3)